# Comuna de Wielgomłyny
Wielgomłyny (polaco: Gmina Wielgomłyny) é uma gminy (comuna) na Polónia, na voivodia de Lodz e no condado de Radomszczański. A sede do condado é a cidade de Wielgomłyny.
De acordo com os censos de 2004, a comuna tem 5008 habitantes, com uma densidade 40,7 hab/km².

## Área
Estende-se por uma área de 123,07 km², incluindo:
- área agrícola: 73%
- área florestal: 22%

## Demografia
Dados de 30 de Junho 2004:
|                      | Total   | Total | Mulheres | Mulheres | Homens  | Homens |
| -------------------- | ------- | ----- | -------- | -------- | ------- | ------ |
|                      | pessoas | %     | pessoas  | %        | pessoas | %      |
| População            | 5008    | 100   | 2431     | 48,5     | 2577    | 51,5   |
| Densidade (pop./km²) | 40,7    | 100   | 19,8     | 19,8     | 20,9    | 20,9   |

De acordo com dados de 2002, o rendimento médio per capita ascendia a 1316,97 zł.